# The 4-Skins

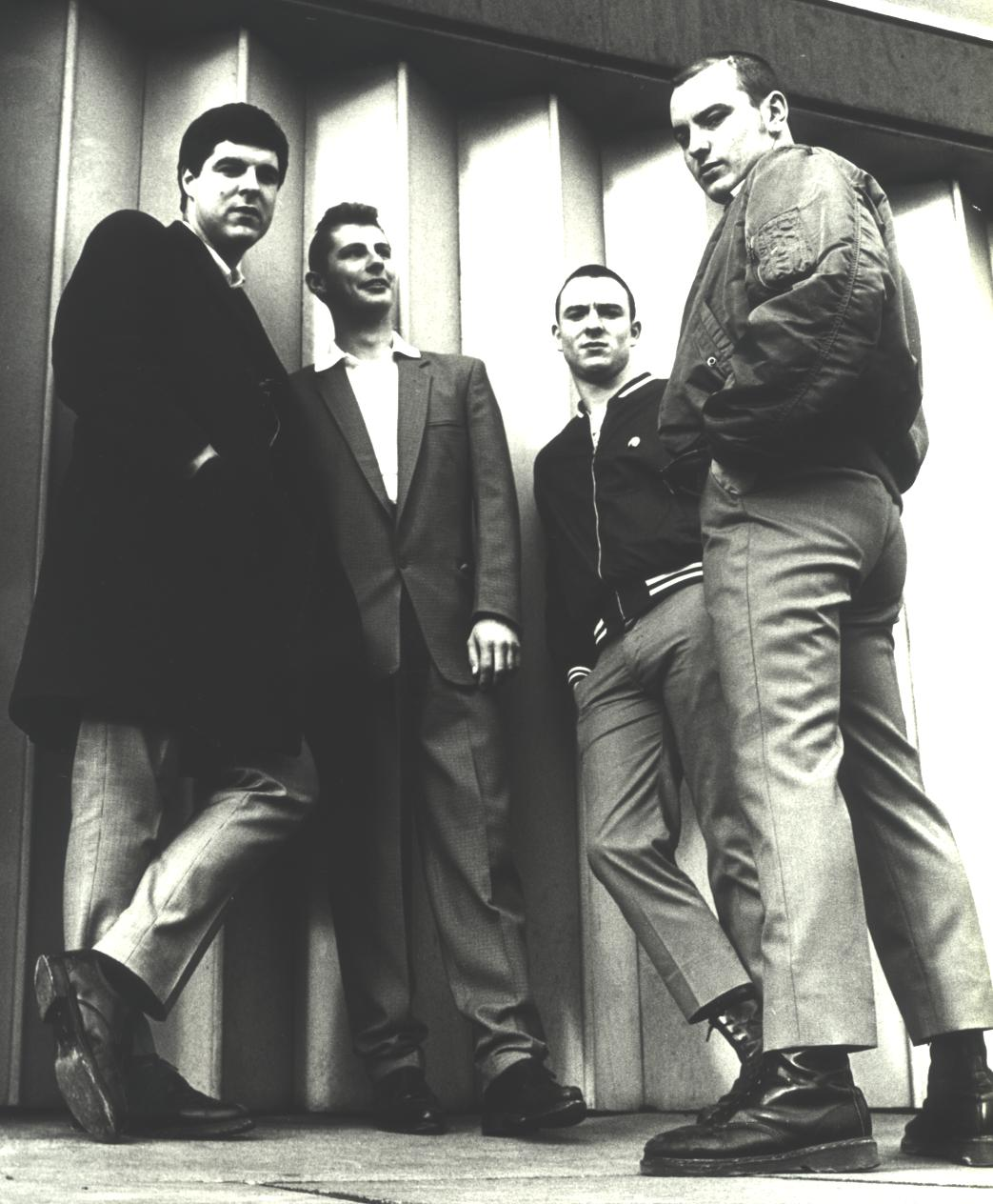
The 4-Skins. McCourt, Pear, Jacobs und Hodges (von links), 1980

The 4-Skins sind eine britische Oi!-Band der frühen 1980er Jahre aus London. Nach der Auflösung im Jahr 1984 formierte sich die Band 2007 neu.

## Geschichte
Das einzige Bandmitglied, das von der Gründung bis zum Ende der Band mitspielte, war der Gitarrist bzw. (ab 1980) Bassist Tom McCourt. Alle anderen Instrumente wurden mehrfach umbesetzt. Den Gesangspart übernahm zuletzt Roi Pearce (The Last Resort).
Die Band wurde 1979 in der Besetzung Gary Hodges (Gesang), Steve „H“ Harmer (Bass), Hoxton Tom McCourt (Gitarre) und Gary Hitchcock (Schlagzeug) gegründet und löste sich bereits fünf Jahre später wieder auf. Trotz der relativ kurzen Zeit sind sie bis heute eine Kultband der Oi!-Szene. Viele 4-Skins-Songs hatten Gewalt als Thema, wobei die Band behauptete, sie würden nur die Realität des Lebens in einer Großstadt thematisieren und nicht zu Gewalt aufrufen. Zu den bekanntesten Songs der Band gehören Chaos und A.C.A.B. Neben ihren eigenen Veröffentlichungen war die Band auch auf den ersten Oi!-Samplern vertreten, unter anderem mit Bands wie Cockney Rejects, The Business und Angelic Upstarts. The 4-Skins wurden Anfang der 1980er Jahre mit der rechten Szene in Verbindung gebracht, später aber auch als sozialistisch eingeschätzt.
2007 gründeten sich The 4-Skins neu, von der Originalbesetzung des Jahres 1979 sind noch der Leadsänger Gary Hodges und der Bassist Steve „H“ Harmer dabei. Die aktuelle Besetzung überschneidet sich mit der von Indecent Exposure, einer Oi!-Band, die der RAC-Szene zugerechnet wird.

## Bandname
Der Bandname ist ein Wortspiel mit dem englischen Wort für Vorhaut (foreskin) und bezieht sich auf die vierköpfige Besetzung, „Skins“ steht hier als Kurzwort für Skinheads.

## Diskografie

### Alben
- The Good, the Bad & the 4-Skins (LP, Secret Music 1982)
- A Fistful Of … 4-Skins (LP, Syndicate Records 1983)
- From Chaos to 1984 – The 4-Skins Live (LP, Syndicate Records 1984)
- Live and Loud!! – The Bridgehouse Tapes (LP, Link Records 1989)
- The Return … (CD/ LP, 2010) (Randale Records, Deutschland)

Es sind auch diverse Best-of-CDs und Wiederveröffentlichungen erschienen.

### Singles und EPs
- One Law for Them (Single, Clockwork Fun 1981)
- Yesterdays Heroes (EP, Secret Music 1981)
- Low Life (Single, Secret Music 1982)
- Turning the Past into the Present (Split-Single mit Evil Conduct, Clockwork Firm/ Randale Records 2009)